# Kreis Fritzlar
| Basisdaten         | Basisdaten          |
| ------------------ | ------------------- |
| Preußische Provinz | Hessen-Nassau       |
| Regierungsbezirk   | Kassel              |
| Kreisstadt         | Fritzlar            |
| Bestandszeitraum   | 1821–1932           |
| Fläche             | 341,1 km²           |
| Einwohner          | 29.239 (1925)       |
| Bevölkerungsdichte | 86 Einw./km² (1925) |
| Gemeinden          | 50 (1932)           |
|                    |                     |

Der Kreis Fritzlar war ein von 1821 bis 1932 (mit Ausnahme der Jahre 1849 bis 1851) bestehender kurhessischer und ab 1866 preußischer Kreis im Regierungsbezirk Kassel. Kreisstadt war Fritzlar, das Kreisgebiet umfasste den nordwestlichen Teil des heutigen Schwalm-Eder-Kreises.

## Geschichte
Das Gebiet des Kreises Fritzlar erstreckte sich wie ein langer Schlauch von Niedenstein und Holzhausen (Hahn) im Norden bis nach Jesberg und Densberg im Südwesten. Es wurde im Westen vom Kreis Wolfhagen und dem Fürstentum Waldeck (später dem Freistaat Waldeck), im Osten von den Kreisen Melsungen und Homberg und im Süden vom Kreis Ziegenhain begrenzt.
Der Kreis Fritzlar wurde im Jahre 1821, in Vollziehung des kurfürstlichen Organisationsedikts vom 29. Juni 1821, als ein Kreis der kurhessischen Provinz Niederhessen aus den drei bisherigen Ämtern Fritzlar, Gudensberg und Jesberg sowie Teilen der Ämter Borken (die Dörfer Gombeth, Großenenglis, Kleinenglis, Kerstenhausen und Udenborn) und Homberg (die Dörfer Uttershausen, Wabern und Zennern) gebildet. Die Kreise übernahmen die Verwaltungsaufgaben der Ämter; für die Rechtsprechung in erster Instanz wurden die Ämter Fritzlar, Gudensberg und Jesberg dabei in Justizämter umgewandelt.
Am 1. Januar 1837 wechselte die Gemeinde Römersberg aus dem Kreis Fritzlar in den Kreis Homberg. Gleichzeitig wechselte die Gemeinde Densberg aus dem Kreis Ziegenhain in den Kreis Fritzlar. Am 18. November wechselte auch die Gemeinde Gombeth aus dem Kreis Fritzlar in den Kreis Homberg.
Zum Kreis Fritzlar gehörten 1842 die Städte Fritzlar, Gudensberg und Niedenstein, sowie 48 Dörfer und 10 Höfe mit insgesamt 3.725 Häusern und 28.516 Einwohnern.
Als Folge der Märzrevolution wurde der Kreis 1848 mit den Kreisen Homberg und Ziegenhain zum Bezirk Fritzlar vereinigt. Diese Neugliederung wurde 1851 wieder rückgängig gemacht. Auch nach der Annexion Kurhessens durch Preußen im Jahr 1866 blieb der Kreis Fritzlar – ab Dezember 1868 in der neu geschaffenen Provinz Hessen-Nassau – bestehen.
Der Kreis umfasste am 1. Januar 1908 drei Stadtgemeinden, 47 Landgemeinden und 8 Gutsbezirke. Die Gutsbezirke wurden 1928 aufgelöst.
Bedingt durch den Zwang zu Einsparungsmaßnahmen im Gefolge der Weltwirtschaftskrise von 1929 wurde der Kreis Fritzlar 1932 im Zuge der sogenannten kleinen Verwaltungsreform in Preußen mit dem Kreis Homberg zum Kreis Fritzlar-Homberg zusammengelegt, der am 1. Januar 1939 in Landkreis Fritzlar-Homberg umbenannt wurde. 1974 wurde dieser mit den Landkreisen Melsungen und Ziegenhain zum Schwalm-Eder-Kreis vereinigt.

## Einwohnerentwicklung
In der folgenden Tabelle wird die Einwohnerentwicklung für den Kreis Fritzlar aufgezeigt:
| Jahr | Einwohner |
| ---- | --------- |
| 1842 | 28.516    |
| 1871 | 25.684    |
| 1890 | 26.482    |
| 1900 | 26.466    |
| 1910 | 27.174    |
| 1925 | 29.239    |

## Landräte
Der Kreis Fritzlar hatte folgende Landräte:
- Christian Wilhelm Reichard (1821–1845)
- Julius von Buttlar (1845–1852)
- Edwin von Bischoffshausen (1852)
- Christian Ludwig Weber (1852–1868)
- Eduard von Goeddaeus (1868)
- Karl von Eschwege (1868–1890)
- Heinrich Noeldechen (1890–1922)
- Rudolf Usinger (Februar 1923 – August 1925)
- Max Fritz Mulert (August 1925 – August 1929)
- Heinrich Treibert (August 1929 – 30. September 1932)[11]

## Gemeinden
Stadtgemeinden
- Fritzlar
- Gudensberg
- Niedenstein

Landgemeinden
- Besse
- Betzigerode
- Bischhausen
- Cappel
- Densberg
- Dissen
- Dorheim
- Dorla
- Elnrode
- Ermetheis
- Geismar
- Gilsa
- Gleichen
- Grifte
- Großenenglis
- Haddamar
- Haldorf
- Holzhausen am Hahn
- Hundshausen
- Jesberg
- Kerstenhausen
- Kirchberg
- Kleinenglis
- Lohne
- Maden
- Metze
- Niederurff
- Obermöllrich
- Oberurff
- Obervorschütz
- Reptich
- Rothhelmshausen
- Schiffelborn
- Schlierbach
- Strang
- Udenborn
- Ungedanken
- Uttershausen
- Wabern
- Waltersbrück
- Wehren
- Wenzigerode
- Werkel
- Wichdorf
- Zennern
- Zimmersrode
- Zwesten

Gutsbezirke 
- Betzigerode
- Brünchenhain
- Densberg, Forst
- Fritzlar, Forst
- Jesberg, Domäne
- Jesberg, Forst
- Niederurff
- Todenhausen, Forst